# بوب أولريش
بوب أولريش (بالإنجليزية: Bob Ulrich)‏ هو كبير الإداريين التنفيذيين أمريكي، ولد في 1944 في منيابولس في الولايات المتحدة.

## وصلات خارجية
- بوب أولريش على موقع إن إن دي بي (الإنجليزية)